# Carlos Cantero
Carlos Raúl Cantero Ojeda (11 de noviembre de 1956) es un geógrafo y político chileno. Se ha desempeñado como senador por Antofagasta (1998-2014), diputado por Calama (1990-1998) y alcalde de diferentes comunas de la Región de Antofagasta entre 1983 y 1988.

## Biografía
Realizó sus estudios primarios en Valparaíso y Viña del Mar y los secundarios en el Liceo Eduardo de la Barra de Valparaíso. Sus estudios superiores los realizó en la Universidad Católica del Norte, en la ciudad de Antofagasta, donde en 1982 se tituló como geógrafo.
En 2012 obtuvo su Diplomado de Estudios Avanzados en la Universidad de Granada, España. Leyó su tesis doctoral en la Universidad Nacional de Educación a Distancia (UNED-Madrid), obteniendo su grado de Doctor en Sociología. Es autor de siete libros de su especialidad, coautor en diversas publicaciones y artículos académicos publicados en diversas revistas.[cita requerida]
En 2013 tuvo un rol como actor en la película La danza de la realidad, del director de cine Alejandro Jodorowsky, donde interpretó al alcalde de Tocopilla.

## Carrera política
Tras su titulación, incursionó en política, siendo alcalde designado por el dictadura militar de las comunas de Sierra Gorda (1983-1984), Tocopilla (1984-1987) y Calama (1987-1988).
En 1989 asumió militancia político partidista en Renovación Nacional. Fue elegido diputado para el período legislativo 1990-1994. Fue miembro de las comisiones de Gobierno Interior, y Minería y Energía de la Cámara de Diputados. En diciembre de 1993 fue reelecto para el período legislativo 1994-1998. En diciembre de 1997 presentó su candidatura y fue elegido Senador por la Región de Antofagasta para el período legislativo 1998-2006.

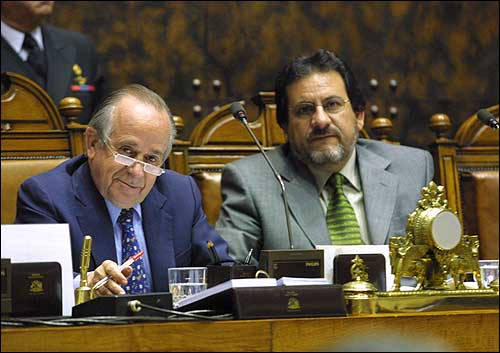
Andrés Zaldívar y Carlos Cantero, mientras ejercían como presidente y vicepresidente del Senado, respectivamente.

Desde 2001 a la fecha es miembro de la Comisión Especial sobre Reforma del Estado, encargada de estudiar y concretar la modernización del Estado; de la Comisión Revisora de Cuentas del Senado; y del Consejo Nacional para la Regionalización y Descentralización (CONAREDE). Además, ha sido Presidente de la Comisión de Asuntos Públicos del Parlamento Latinoamericano.
Entre marzo de 2002 y marzo de 2003 fue Vicepresidente del Senado de la República. Ha sido Presidente de la Comisión de Transporte y Telecomunicaciones; de la Comisión de Educación, Ciencia y Tecnología, y de la Comisión de Minería y Energía del Senado. Durante su período como senador, Cantero apoyó la implementación de un royalty a la minería.
Cantero renunció a su militancia en Renovación Nacional en noviembre de 2007, por diferencias política con la línea de su partido, criticando el énfasis economicista y la falta de sentido social en la política. Cantero habría tenido diferencias principalmente por la orientación hacia la banalidad en el rol de la política y el parlamento, la subordinación de la política al poder del dinero, y el énfasis individualista que se impone en la sociedad dañando el sentido de comunidad. Se señaló en los medios que habría tenido diferencias con el presidente del partido, Carlos Larraín, en relación con temas valóricos (Larraín es Opus Dei mientras que Cantero es masón), lo que este último descartó.
En 2009 lideró la creación del movimiento político Norte Grande, de carácter regionalista, que se integró a la Coalición por el Cambio para apoyar la candidatura presidencial de Sebastián Piñera.

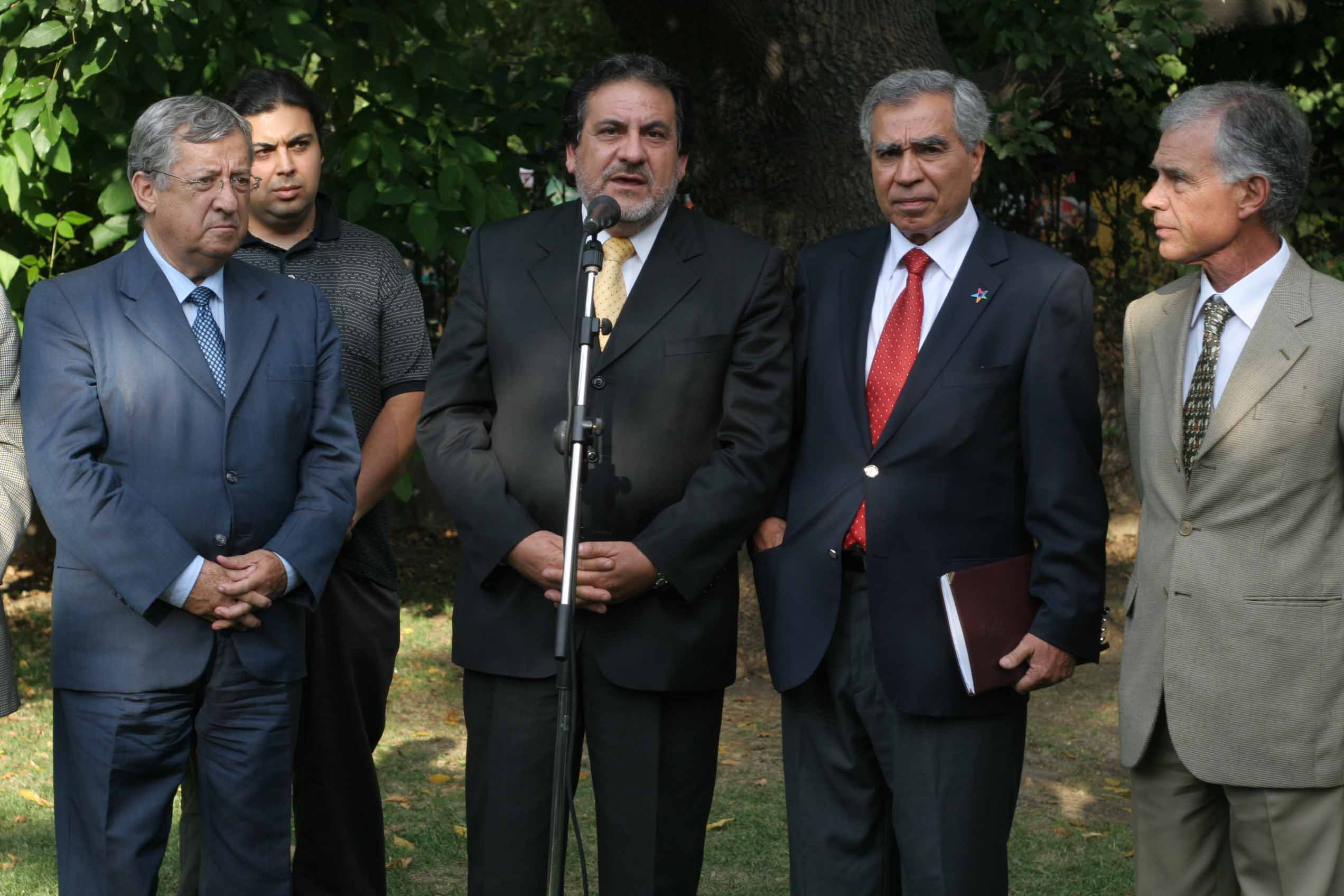
Cantero (al centro) como líder del movimiento Norte Grande en 2010.

Durante 2013 impulsó conversaciones con la Alianza para llegar a una convergencia para las elecciones parlamentarias de noviembre del mismo año. Sin embargo, no se llegó a acuerdo y se presentó como candidato independiente a senador por la Circunscripción N.º 2,. La candidatura de Cantero por fuera de la lista (criterio que impuso la directiva de Carlos Larraín) y, la posterior eliminación de la candidatura de Luciano Cruz Coke (que reemplazó a Cantero en la lista), al ser inscrito sin cumplir los requisitos para ser candidato a senador, generaron un rotundo fracaso electoral en la región de Antofagasta para el pacto Alianza, con el doblaje del pacto Nueva Mayoría, cuyos candidatos al Senado (Alejandro Guillier y Pedro Araya) fueron elegidos, al obtener en conjunto un 55% de los votos contra solo 24% de Manuel Rojas (UDI). 
El 8 de abril de 2014, fue convocado para integrar la Comisión Asesora Presidencial para la Descentralización y el Desarrollo Regional, creada por Presidenta Michelle Bachelet.
En 2014, se sumo como simpatizante al partido Amplitud.

## Controversias

### Caso Spiniak
En el año 2004 fue nombrado por la diputada Pía Guzmán como uno de los involucrados en el «Caso Spiniak», junto a los políticos Jovino Novoa (UDI), Nelson Ávila (PR), Andrés Zaldívar (DC) y Carlos Bombal (UDI). Sin embargo fue sobreseído y desvinculado de la causa judicial en el mes de mayo de 2005.

## Historial electoral

### Elecciones parlamentarias de 1989
- Elecciones parlamentarias de 1989 a Diputado por el distrito 3 (Calama, María Elena, Ollagüe, San Pedro de Atacama y Tocopilla)[14]

### Elecciones parlamentarias de 1993
- Elecciones parlamentarias de 1993 a Diputado por el distrito 3 (Calama, María Elena, Ollagüe, San Pedro de Atacama y Tocopilla)[15]

### Elecciones parlamentarias de 1997
- Elecciones Parlamentarias de 1997 a Senador por la Circunscripción 2 (Antofagasta)[16]

### Elecciones parlamentarias de 2005
- Elecciones Parlamentarias de 2005 a Senador por la Circunscripción 2 (Antofagasta)[17]

### Elecciones parlamentarias de 2013
- Elecciones Parlamentarias de 2013 a Senador por la Circunscripción 2 (Antofagasta)[18]